# Theristria storeyi
Theristria storeyi is een insect uit de familie van de Mantispidae, die tot de orde netvleugeligen (Neuroptera) behoort. 
Theristria storeyi is voor het eerst wetenschappelijk beschreven door Lambkin in 1986.